# Pronstorf
Pronstorf település Németországban, Schleswig-Holstein tartományban. Lakosainak száma 1570 fő (2023. december 31.).

## Népesség
A település népességének változása:
| Lakosok száma | 1229 | 1633 | 1628 | 1626 | 1624 | 1570 |
|               | 1975 | 2017 | 2019 | 2021 | 2022 | 2023 |